# Biltine
Biltine è una città e sottoprefettura del Ciad, capoluogo del dipartimento omonimo e della regione di Wadi Fira.